# ヴィシュワナート・プラタープ・シン
ヴィシュワナート・プラタープ・シン(1931年6月25日 - 2008年11月27日)は、インドの政治家で、第8代インド首相である。シンは王族出身のインド唯一の首相である。

## 経歴
シンは 1931 年6月25日に、アラーハーバード地区のヒンドゥー教の家庭に生まれた。彼は王族のマンダのラジャ・バハードゥル・ラーム・ゴパール・シンの養子となり、推定後継者となった。彼は 1941年に10歳で後継者となった。
彼はデラドゥンのカーネル・ブラウン・ケンブリッジ・スクールで教育を受け、アラーハーバード大学で芸術と法学の学士号を取得した。彼アラーハーバード大学学生連合の副会長に選出され、その後プネーのファーガソン大学で物理学の理学士号を取得した。
シンは 1969 年にソラオン市から国民会議派の議員としてウッタル・プラデーシュ州立法議会に選出され、立法党の党首となった。彼は 1971 年に国会議員に選出され、1974 年にインディラ・ガンジー首相によって商務副大臣に任命された。1976 年から 1977 年にかけて商務大臣を務めた。
シンは1989年12月2日に首相に就任し1990年11月10日に退任した。
シンは多発性骨髄腫と腎不全との長い闘病の末、2008年11月27日にデリーで77歳で死去した。2008年11月29日にガンジス川のほとりにあるアラーハーバードで火葬され、息子が葬儀を執り行った。